# Violenza contro gli uomini

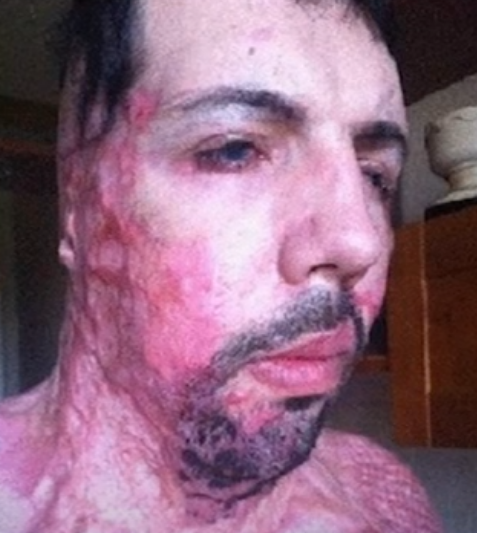
William Pezzulo, deturpato mediante acido dalla ex fidanzata.

Violenza contro gli uomini è un'espressione usata da alcuni ricercatori per raggruppare vari fenomeni di violenza contro gli uomini, tra cui le violenze intrafamiliari, la violenza sessuale, la violenza di genere e gli abusi su minori.
Alcuni ricercatori ritengono che la violenza contro gli uomini sia un serio problema sociale, oggetto di meno attenzione della violenza contro le donne seppur sia un fenomeno diverso dalla violenza sulle donne per natura, contesto e modalità di studio.
Tra le ragioni per cui la violenza contro gli uomini sarebbe considerata un tabù sociale, viene indicato lo stereotipo dell'uomo come "sesso forte", che porterebbe a una scarsità di studi sulla violenza delle donne contro gli uomini, sebbene esistano. Secondo alcuni autori, gli uomini sarebbero sottorappresentati come vittime e sovrarappresentati come autori di violenze.
La violenza sessuale contro gli uomini è trattata in modo diverso a seconda delle società e dei contesti in cui viene affrontata. Diversi studi sostengono che, «per ridurre e prevenire la violenza sessuale contro gli uomini nelle situazioni di conflitto, il diritto internazionale dovrebbe essere interpretato, applicato e rinforzato in modo da delegittimare le concezioni pregiudizievoli e discriminatorie di genere, sesso e (omo) sessualità che spesso alimentano tale tipo di violenza».
Il problema della violenza contro gli uomini è stato oggetto di dibattito presso il Consiglio d'Europa, nel rispetto della Convenzione europea per la salvaguardia dei diritti dell'uomo e delle libertà fondamentali, ove essa è stata definita una "violazione dei diritti umani, ma anche un ostacolo all'eguaglianza tra donne e uomini" ("violation of human rights, but also as an obstacle to equality between women and men").
Secondo un documento del Fondo delle Nazioni Unite per la popolazione "la violenza tra uomini è spesso legata a rigide norme di genere e a dinamiche di potere" e stima che l'80 per cento delle vittime di omicidi siano maschi, e che è da tre a sei volte più probabile che gli autori siano uomini piuttosto che donne.

## La violenza di genere al maschile

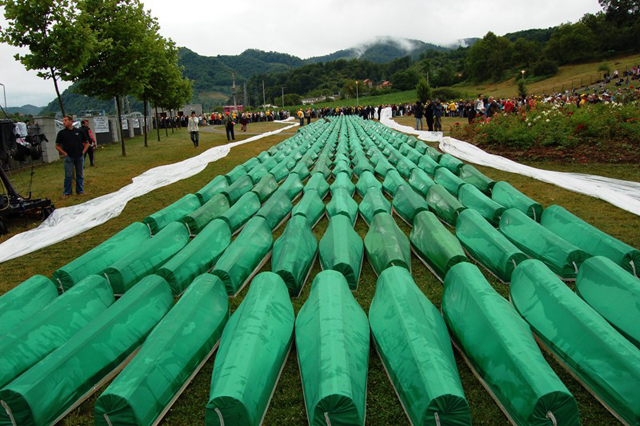
Durante il massacro di Srebrenica furono uccisi 8372 uomini e 7 donne; l'attacco era rivolto specificamente ad eliminare gli uomini adulti della città

L'attenzione degli studiosi in ambito di violenza di genere è stata maggiormente rivolta alla violenza sulle donne, mentre quella contro gli uomini è stata presa in esame solo di recente. Il termine violenza di genere viene quindi applicato per riferirsi ad atti violenti contro entrambi i generi, maschile e femminile.

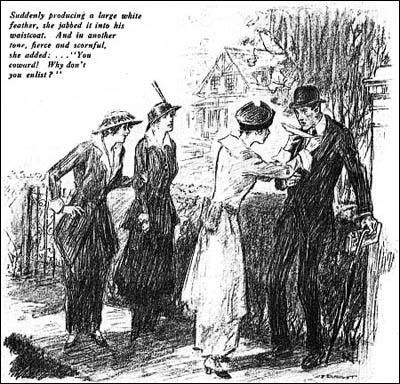
Raffigurazione della distribuzione di penne bianche durante la prima guerra mondiale da parte di suffragette per indurre vergogna negli uomini che non erano nell'esercito

Il Foreign Office britannico collaborò nel 2014 con l'Institute for International Criminal Investigations, che nell'ambito della Preventing Sexual Violence Initiative, stilò delle linee guida per l'investigazione sui casi di violenza contro gli uomini in contesti di guerra. In tali situazioni, infatti, la maggior parte delle violenze commesse ai danni di civili, uomini e ragazzi, si configura come violenza di genere.
La giornalista Cathy Young, sulla rivista Time, criticò il movimento femminista per non essersi interessato a sufficienza dei doppi standard nel trattamento delle vittime maschili di abusi fisici e sessuali. In effetti, diversi studiosi dell'area ideologica femminista affermano che nessun tipo di violenza contro gli uomini possa essere considerata violenza di genere e mantengono l'esclusività del termine solo per quella esercitata nei confronti delle donne, ponendo come riferimento il testo della Dichiarazione sull'eliminazione della violenza contro le donne del 1993; altri ricercatori invece sostengono che essa sia un concetto più ampio che includa qualsiasi tipo di violenza fisica o psicologica praticata contro qualsiasi persona in base al suo sesso o genere. In conformità con le Nazioni Unite, il termine è utilizzato «per distinguere la violenza comune da quella diretta a individui o gruppi in base al loro genere», approccio condiviso da Human Rights Watch in diversi studi effettuati negli ultimi anni e dallo Statuto di Roma in cui si indica che il termine si applica ad entrambi i sessi.
Questo tipo di violenza evidenzia caratteristiche differenti rispetto ad altri tipi di violenza interpersonale, e anche se comunemente viene associata alla violenza contro la donna, pur non essendone un sinonimo, la violenza di genere è un problema che include anche gli uomini: violenze sessuali contro detenuti, prostituzione forzata, sfruttamento del lavoro, tortura in tempo di guerra, traffico di esseri umani, molestie in organizzazioni maschili e aggressioni nei confronti di omosessuali, bisessuali o transgender.
Un esempio di violenza di genere del passato rivolta contro i soli uomini, secondo l'ottica più inclusiva, può essere il fenomeno della penna bianca dove durante la Grande guerra si cercava di indurre alla vergogna gli uomini che non si erano arruolati come soldati con una forma di violenza psicologica.

## Violenza domestica

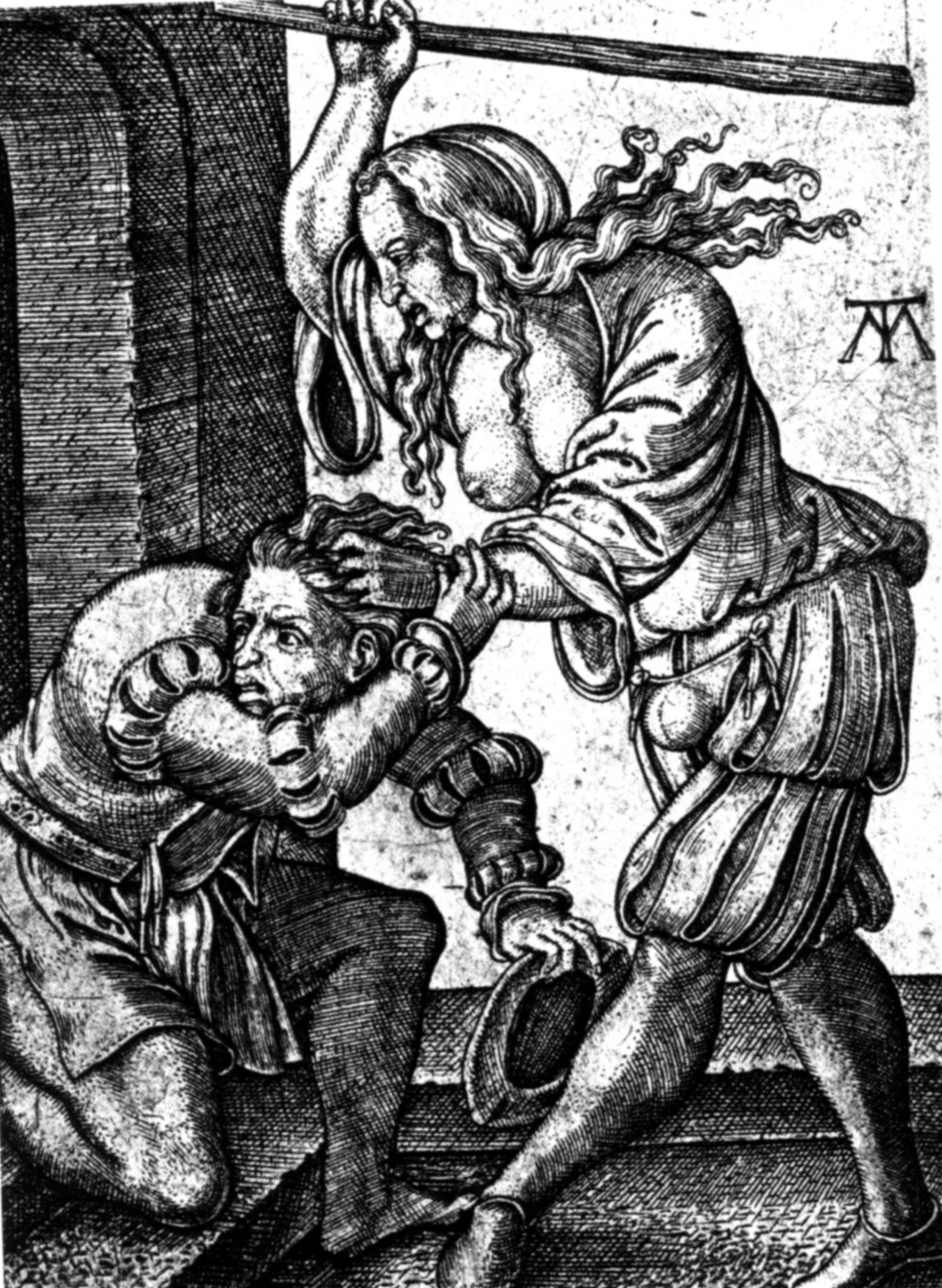
"Femme battant son mari", illustrazione di Albrecht Dürer

La violenza domestica è il comportamento abusante di uno o entrambi i compagni in una relazione di coppia, quale il matrimonio e la coabitazione. Argomento molto dibattuto, gli anni fra il 1987 e il 2000 vedono pubblicati, negli Stati Uniti d'America e nel Regno Unito, numerosi studi di piccole dimensioni e spesso condotti all'interno di ambienti universitari. Fu appunto valutata l'aggressività nel corteggiamento in un gruppo di 408 studenti e i rapporti di dominanza-possessività all'interno di 260 coppie sposate e non. I risultati evidenziarono una sostanziale parità nel caso delle aggressioni fisiche nei confronti del  partner. e un'uguale possibilità di utilizzare pressioni psico-fisiche all'interno di coppie sposate o impegnate in una semplice relazione. Arrivarono alle stesse conclusioni gli studiosi che pubblicarono su Aggressive Behaviour nel 1996, con un campione di 1978 uomini e donne eterosessuali: il 10% degli uomini e l'11% delle donne avevano commesso atti violenti nei riguardi del proprio partner.
L'attenzione di numerosi ricercatori, come Mc Neely e Mann, nel periodo successivo (2001-2010), si concentrò sulla violenza domestica e andò a confermare che le donne hanno le stesse capacità maschili di colpire e infliggere ferite utilizzando, non la forza fisica, ma armi come pistole e coltelli, acqua bollente,  attizzatoi per il camino. e mazze da baseball. Ulteriormente: altri studi dimostrarono che all'incirca nel 25% delle relazioni, il maschio è il solo perpetratore di violenza, nel 25% solo la femmina e approssimativamente nel restante 50% la violenza è reciproca. Successivamente, nel 2005, un altro studio su un campione di 450 studenti universitari evidenziò che uomini e donne erano ugualmente autori di violenza sul partner, con un'unica differenza: le donne avevano il doppio di possibilità di usare violenza "grave" verso i loro partner (15,11 vs 7,41%). Questi studi confermavano il lavoro del professor Straus e la sua teoria della simmetria di genere.
Le analisi dei dati provenienti dall'International Dating Violence Study, pubblicati da Straus nel 2007, condotto su 13.601 studenti universitari di 32 nazioni, incluse nazioni non occidentali, hanno confermato uguali tassi di perpetrazione tra uomini e donne. In aggiunta, il dominio e il controllo sono fortemente associati alla perpetrazione di violenza sul partner sia dalle donne che dagli uomini.
Nel 2011 Douglas e Hine pubblicarono i dati di uno studio che supportava l'evidenza dell'insufficiente aiuto agli uomini vittime di violenza domestica: venivano estromessi dai servizi antiviolenza o fatti passare per perpetratori. Il paper riporta che sebbene il 43,7% delle vittime maschili chiese aiuto nei centri e il 23,4% a linee telefoniche preposte, il 78,3% dei centri antiviolenza, il 63,9% delle linee antiviolenza e il 42,9% delle risorse online rispondevano loro di poter aiutare solo donne. Nel 2012, su 3740 coppie cinesi emersero dati a favore di una simmetria di genere nella violenza fra partner. Sempre nel 2012 una review su 111 studi confermò che nella violenza di coppia vi fosse una sostanziale parità fra donne e uomini nell'avviare gli attacchi.
La ricerca poté utilizzare i dati di progetti, come il Partner Abuse State of Knowledge Project (PASK) o di gruppi di studio, come il Domestic Violence Research Group, per far emergere una realtà sempre più evidente, ma poco trattata dai media e poco conosciuta dalla popolazione a livello globale. Dal 1980 al 2013, negli Stati Uniti, le morti per omicidio nella violenza domestica passarono dal 69% a danno della moglie a una sostanziale parità fra i generi. Martin Fiebert, in una pubblicazione del 2014, raccolse una bibliografia contenente i titoli di 343 indagini accademiche (270 studi e 73 review), che dimostravano che le donne sono fisicamente aggressive quanto gli uomini (se non di più) nei rapporti con i coniugi o partner. La dimensione del campione globale negli studi esaminati, era notevole: superava le 440.850 persone.

## Violenza sessuale

### Ricerche sulla violenza sessuale a danno degli uomini
Nel 1994, uno studio su 204 studenti universitari maschi in maggioranza eterosessuali della California del Sud, valutò le segnalazioni degli episodi di contatto sessuale o rapporto sessuale sotto pressione o forzato, dall'età di 16 anni in poi.
Il risultato dello studio riportò che circa il 34% dei partecipanti aveva ricevuto almeno un contatto sessuale coercitivo: il 24% da donne, il 4% da uomini, e il 6% da entrambi i sessi. Il contatto includeva solo tocco sessuale per il 12% e rapporto sessuale per il 22%.
L'Organizzazione mondiale della sanità (OMS) stima che la prevalenza di abusi sessuali infantili nei confronti dei maschi sia del 7,6% a livello globale.
Un risultato simile è fornito da una meta-analisi del 2009 che incluse 22 nazioni, in cui fu rilevato che, in media, il 7,9% degli uomini aveva subito abusi sessuali durante l'infanzia. Altre ricerche suggeriscono che dal 3 al 17% dei maschi subirono abusi sessuali prima dei 18 anni e che i ragazzi hanno più probabilità delle ragazze di essere vittime di abusi da parte di un non appartenente alla famiglia: gli autori risultarono essere più spesso, uomini anziani eterosessuali che non hanno nessun legame di parentela con le loro vittime.

### Stupri di donne su uomini
In un campione di circa 400 giovani uomini il 30% riportò di essere stato oggetto di interazioni sessuali non desiderate. Per far fronte a questo problema la legislazione statunitense ha promulgato leggi in materia per sancire un'uguaglianza di trattamento al di là del genere della vittima. Negli Stati Uniti vi sono stati casi celebri di violenza sessuale su minori maschi da parte di donne adulte: si ricordano quelli di Mary Kay Letourneau e Debra Lafave.
A causa degli stereotipi di genere che vedono gli uomini come parte attiva nella ricerca dell'attività sessuale, le vittime maschili di violenza sessuale da parte di stupratrici donne, se queste restano incinte, possono essere costretti a mantenere fino al diciottesimo anno d'età un figlio che non hanno mai voluto. Simili casi si sono verificati negli Stati Uniti d'America..

### Violenza sessuale nelle carceri
Diversi autori concordano sul fatto che nei penitenziari si verificano più violenze sugli uomini che sulle donne, anche se ci sono disaccordi su questo punto. Secondo tre pubblicazioni indipendenti citati da Alex Thio e Jim Taylor nel 2011, lo stupro di donne nelle carceri, a livello globale, è proporzionalmente equivalente a quello delle donne in generale, in qualsiasi ambito. Al contrario, un uomo su cinque che entri in carcere viene violentato prima di scontare la sua pena, percentuale questa superiore al 3,8% degli uomini che sono vittime di violenza durante il corso della loro vita. Secondo l'autore, ci sono tre ragioni che possono spiegare questo fenomeno: la poca empatia per i prigionieri da parte della società, la mancanza di una punizione per gli stupratori e la mancata separazione di questi dai prigionieri più sottomessi. Secondo il "Rapporto mondiale su violenza e salute" della Pan American Health Organization, la violenza sessuale nelle carceri avviene soprattutto tra i detenuti come un modo per stabilire gerarchie, rispetto e punizioni. Tuttavia sono anche stati riportati casi dove i detenuti sono costretti dalle autorità a violentarsi l'un l'altro per "puro divertimento", o sono costretti a dare favori sessuali o a essere "puniti" sessualmente.

### Violenze sessuali in regioni di guerra
Diversi autori trattano degli aspetti del diritto internazionale di un evento ampiamente non riconosciuto nei conflitti armati: la violenza sessuale contro gli uomini. L'Alto commissariato delle Nazioni Unite per i rifugiati ha analizzato il fenomeno della violenza sessuale commessa contro maschi adulti e ragazzi in zone di conflitto,  spiegando come il fenomeno della violenza sessuale contro i maschi in guerra sia sottovalutato, molto frequente e legato a specifiche esigenze di umiliazione di genere della vittima.
L'ONU ha dedicato un forum apposito all'analisi del problema ed in particolare al fenomeno della mancata denuncia da parte delle vittime, che vivono il crimine subito come una forma di umiliazione in ragione della tradizionale rappresentazione della donna stuprata come una vittima e dell'uomo stuprato come meritevole di derisione, in quanto non in grado di assolvere al suo ruolo di genere. Si portano ad esempio gli episodi avvenuti durante la guerra nella Repubblica Democratica del Congo, dove non vi è stata alcuna denuncia da parte delle vittime per via di vari fattori sociali e culturali associati alle aggressioni sessuali, tra cui la "vergogna del sopravvissuto", paura di rappresaglie da parte degli esecutori e lo stigma della comunità.
Dello stesso parere è l'Halsbury’s Law Exchange, prestigioso think tank inglese, che ha pubblicato uno studio sull'argomento che giunge alle stesse conclusioni, sottolineando che gli uomini sono particolarmente vulnerabili alle aggressioni sessuali in zone di conflitto.

## Aggressioni con acido

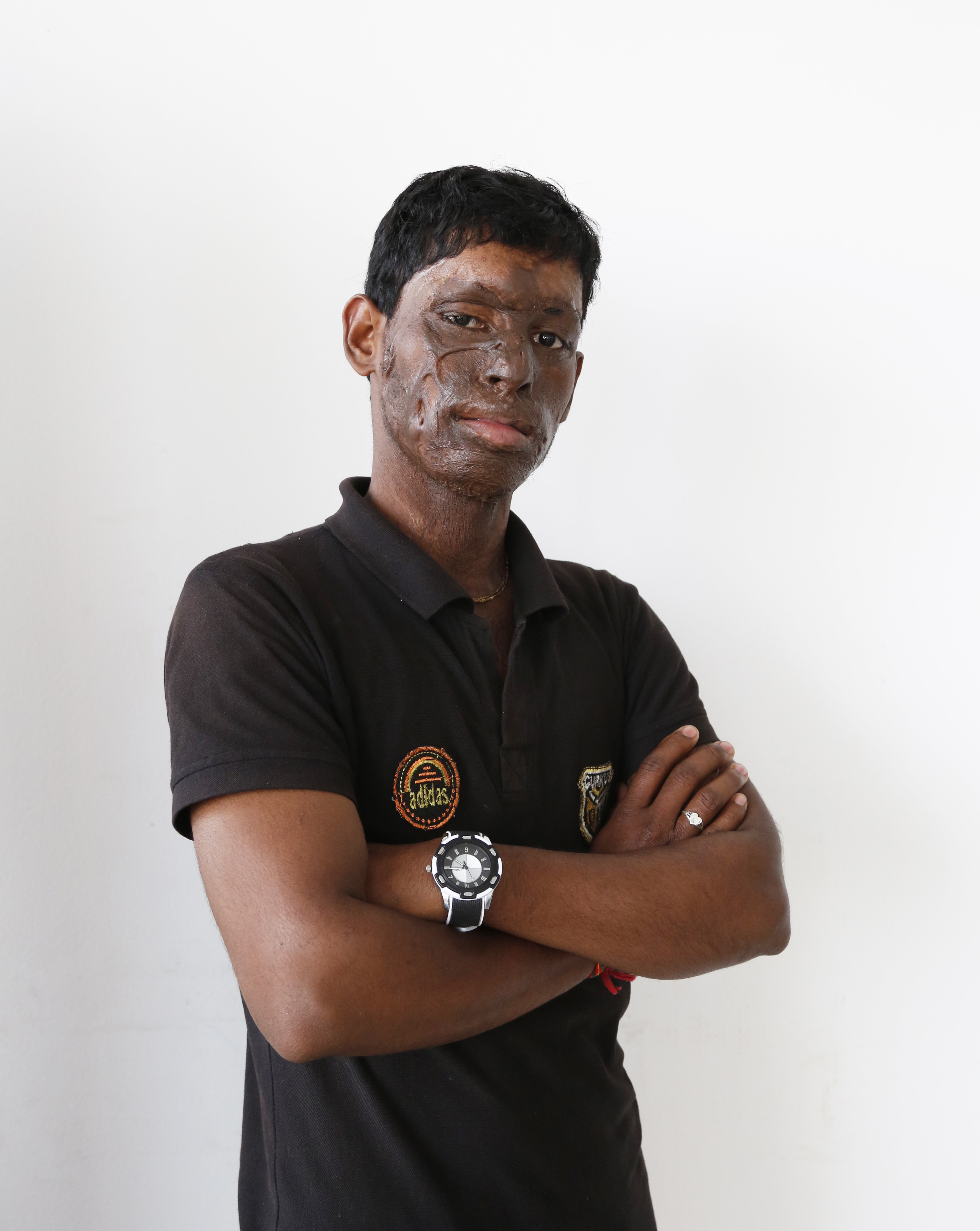
Ragazzo aggredito con acido nel 2011 a seguito di una controversia fondiaria

Una revisione della letteratura pubblicata nel 2007 ha analizzato 24 studi in 13 paesi, negli ultimi 40 anni, sottoponendo a controllo i dati di 771 soggetti. Nei casi studiati, gli uomini sembrano più frequentemente vittime in ogni paese, ad eccezione del Bangladesh e di Taiwan, con un rapporto uomo/donna che varia da 0,15:1 in Bangladesh a 6,14:1 nel Regno Unito.
Studi recenti sugli attacchi con acido in Cambogia hanno rilevato che le vittime erano quasi egualmente rappresentati: 48,4% uomini e 51,6% donne. Risultati simili si hanno in Uganda: il 57% delle vittime sono donne e il 43% uomini.. In Pakistan nel 2014 il 40% delle vittime erano uomini o ragazzi.
I risultati di alcune statistiche mostrano che il rapporto di vittime maschili a Londra nel 2016 era di 4 su 5 vittime assalite, nel 2017 il 72% delle vittime erano uomini.
Un motivo per cui le donne impiegano l'acido per compiere atti di violenza domestica potrebbe essere che questo mezzo non richiede forza. Alcuni studi hanno riportato donne che lanciano acido o liquido bollente nei confronti dei loro partner di sesso maschili, che sono accusati di infedeltà, principalmente mirando alla faccia o alla regione genitale. Spesso l'aggressione non viene riportata volontariamente dalle vittime, se non specificamente richiesto dal team medico. Ciò si adatta ad altri studi su vittime maschili di violenza interpersonale, che hanno riportato che la maggior parte degli uomini non riferisce gli abusi alle autorità o non consulta un medico. Ciò potrebbe significare che la prevalenza di questi attacchi è spesso sottostimata e quindi non riconosciuta.

## Circoncisione forzata
La circoncisione maschile non necessaria è considerata da diversi gruppi come una forma di violenza contro giovani uomini e ragazzi. Vennero pubblicati diversi lavori che trattavano dell'argomento, rifacendosi ai dati raccolti in Kenya, nel Nevada e nel Sudafrica. 
La Corte penale internazionale considera la circoncisione forzata un "atto inumano". Alcune sentenze giudiziarie hanno rilevato che si tratta di una violazione dei diritti del bambino. In alcuni paesi, come Australia, Bangladesh, Canada, Indonesia, Pakistan, Filippine, Corea del Sud, Turchia e Stati Uniti, i maschi appena nati vengono regolarmente circoncisi, ovviamente, senza il consenso del bambino. Inoltre, in alcune religioni, come quella ebraica e musulmana è usanza circoncidere i ragazzi in giovane età. Lo stesso accade in alcune religioni cristiane come quella copta e ortodossa etiope. Anche in Africa, avvengono circoncisioni forzate e violente.
Qualsiasi taglio dei genitali femminili, noto anche come mutilazioni genitali femminili, è stato vietato nella maggior parte dei paesi occidentali, iniziando in Svezia nel 1982 e negli Stati Uniti nel 1997. Di seguito alcune delle leggi che riguardano le mutilazioni genitali femminili:
- Australia: Attorney General's Department, Government of Australia.[102]
- Nuova Zelanda: New Zealand Parliamentary Counsel Office.[103]
- Europa: European Commission.[104]
- Stati Uniti: Legal Information Institute, Cornell University Law School.[105]
- Canada.[106]

Tuttavia ancora oggi, la circoncisione maschile è legale in tutto il mondo.
Sebbene una sentenza del 2012 in Germania abbia messo in discussione la pratica della circoncisione maschile, definendo la circoncisione "un grave danno fisico", il parlamento tedesco ha approvato una legge per mantenere legale la circoncisione dei ragazzi.

## Stermini di massa
In situazioni di violenza strutturale, che includono guerre e genocidi, uomini e ragazzi sono spesso catturati e assassinati. Durante la guerra del Kosovo, è stato stimato che le vittime civili di sesso maschile costituissero più del 90% del totale delle vittime. Altri esempi di stermini di massa di civili maschi sono avvenuti anche durante la repressione politica in Unione Sovietica.
Uomini e ragazzi non combattenti sono stati, e continuano ad essere, gli obiettivi più frequenti degli stermini di massa e dei genocidi, così come altre atrocità e abusi sui minori. Gendercide Watch, un gruppo indipendente per i diritti umani, ha documentato multipli stermini di massa contro il genere maschile (uomini e ragazzi maschi), come nel genocidio curdo,  conosciuto come operazione al-Anfal, (Kurdistan iracheno, 1988), nel genocidio armeno (1915-1917) e nel genocidio del Ruanda (1994). La coscrizione forzata può anch'essa essere considerata come una violenza contro gli uomini in base al genere.

## Stalking e atti persecutori a danno di uomini
Un'altra tematica inerente alla violenza subita anche dagli uomini è quella inerente al fenomeno dello stalking: sebbene più raramente nel caso di stalking femminile vi sia un'escalation che porta alla violenza fisica, tuttavia la stalker donna si contraddistingue per l'elevato livello di caparbietà ed insistenza, perpetrando una forma di stalking nei confronti della vittima di tipo emotivo e silente, ma cionondimeno logorante a livello psicologico.

### Australia
Secondo uno studio sullo stalking, tramite questionario posto ad un gruppo di 3700 persone scelte casualmente, il 25 % delle vittime che hanno riportato di aver sofferto episodi di stalking era di genere maschile.

### India
Secondo il codice penale indiano, un uomo non può essere vittima del reato di stalking, ma solo perpetratore.

### Italia
Secondo una ricerca condotta nelle regioni Lazio, Campania, Sardegna, il 20% delle vittime di stalking sono uomini.

### Regno Unito
Nel Regno Unito, gli uomini che si rivolgono alle help-line per fronteggiare episodi di stalking, costituirebbero un quarto delle richieste d'aiuto totali. Nel 2010-2011, risultò che gli uomini vittima di stalking costituirono il 43 % del totale. Dal 2014 al 2017 risultavano essere pervenute 1.800 richieste di aiuto per casi di stalking aventi come vittime uomini, nel 53% di questi casi, l'artefice di stalking era una donna.

### Stati Uniti
Una ricerca della CDC, Center for Disease Control and Prevention, del 2011 condotta su un campione di 6.397 uomini intervistati, stima che il 5,7 % degli uomini (ovvero circa 6.500.000) abbia subito una forma di stalking nella propria vita. Rispetto alla controparte femminile, risulterebbe che gli uomini subiscano stalking a livello sostanzialmente uguale da parte di altri uomini e da parte di donne.

## Percezione sociale della violenza e riluttanza maschile alla denuncia

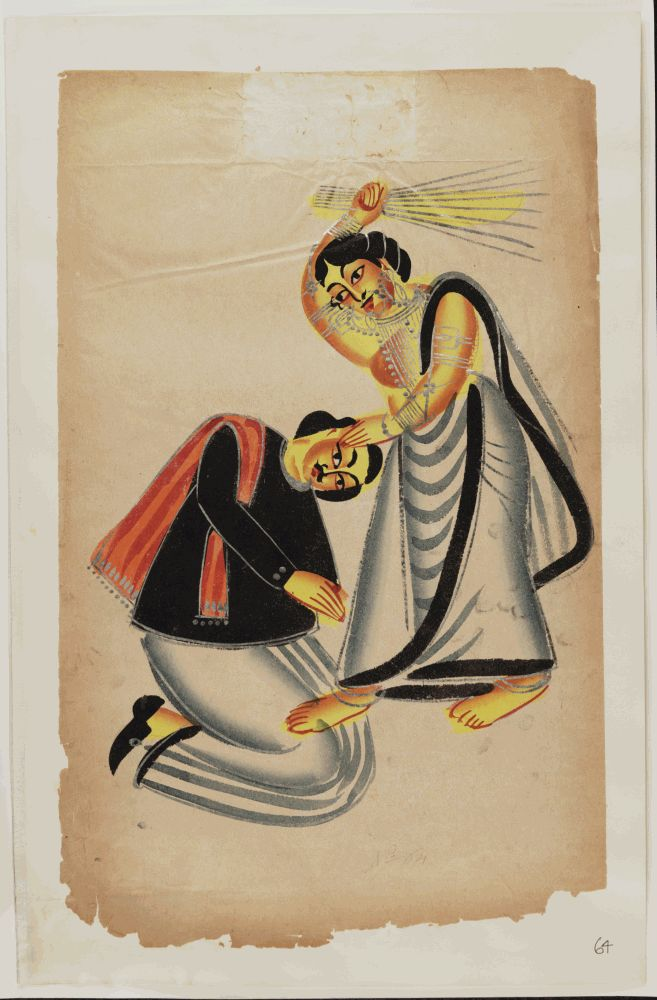
Disegno in stile Kalighat, "Woman Striking Man With Broom" (Calcutta, India, 1875).

La sensibilizzazione a livello sociale è prevalente qualora, in caso di violenza, la vittima sia di genere femminile; tale fenomeno considera come eccezioni i casi in cui la vittima sia di genere diverso, nonostante i dati statistici di numerosi studi e survey evidenzino il contrario. Tale fenomeno ha generato una "familiarizzazione" con tale visione, nonché la "normalizzazione" della violenza femminile, diminuendo parallelamente l'allarme sociale. Nei casi di violenza di genere, giocano un ruolo altri fattori quali la classe sociale, la cultura e la religione. Tuttavia, il ruolo dei comportamenti sessisti in relazione alla violenza domestica hanno dato dei risultati talora contrastanti.
È stato rilevato che gli uomini vittime di violenza domestica sono spesso riluttanti a denunciare la violenza subita o a rivolgere richieste di aiuto a terze persone o enti preposti. Questa situazione può essersi configurata nel tempo riflettendo lo stereotipo secondo cui solo gli uomini praticano la violenza domestica senza mai esserne vittime. Come in altre forme di violenza contro gli uomini, quella tra partner è generalmente meno percepita nella società quando le vittime sono proprio i maschi. La violenza esercitata dalle donne contro gli uomini è comunemente banalizzata in ragione del fatto che il fisico femminile è ritenuto più debole e in tali casi, l'uso di oggetti e armi pericolosi viene omesso nelle denunce. Le ricerche, sin dal 1970, hanno identificato problemi di parzialità, percepiti e reali, quando sia stata coinvolta la polizia e la vittima maschile sia stata screditata anche se rinvenuta ferita.
Dati ufficiali nel Regno Unito evidenziano che la violenza fra partner sia all'incirca pari al 50% per entrambi i generi, ma che solo il 10% delle vittime maschili denunci gli episodi alle autorità, principalmente a causa di tabù e paure di incomprensioni create da una cultura di aspettative virili. Circa due milioni di persone di età compresa tra i 16 e i 59 anni hanno riferito al Crime Survey for England and Wales di essere state vittime di violenza domestica e il 79% non ha denunciato il proprio partner o ex partner. Di queste, circa 1.2 milioni erano donne e 713.000 uomini. Una ricerca canadese ha evidenziato che gli uomini avevano il 22% di probabilità in più rispetto alle donne di essere vittime di violenza nella loro attuale relazione. Stemple e Meyer riscontrarono nei loro studi che la violenza sessuale sugli uomini da parte delle donne fosse poco studiata o non riconosciuta affatto., mentre altri studi evidenziano che le forme di abusi sugli uomini siano in gran parte di tipo psicologico. Parallelamente, il National Center for Injury Prevention e il Control of the Centers for Disease Control and Prevention in un rapporto del 2010 riportano come gli uomini statunitensi che affermano di essere stati stuprati sono l'1,8% (1 su 71, mentre le donne che riportano analoga violenza sono il 18,3 cioè 1 su 5), mentre nella "National Intimate Partner and Sexual Violence Survey: 2016/2017 Report on Sexual Violence" gli uomini che affermano di aver subito una violenza sessuale "made to penetrate sexual assault", sono 1 su 9 (il 10,7%, con una donna come autore del reato nell'83,8% dei casi).
Uno studio statunitense, condotto da Murray Straus e Katherine Scott, ha rilevato l'esistenza di un alto livello di accettazione da parte delle donne della violenza contro gli uomini. Le teorie che affermano che le donne sono tanto violente quanto gli uomini sono state definite «teorie della simmetria di genere». Straus, che fu tra i primi a interessarsi al fenomeno e analizzò la violenza all'interno delle coppie sposate, rilevò che nel 27% dei casi è il maschio a commettere la prima violenza, nel 24% è la femmina, nei rimanenti casi la violenza è reciproca, con entrambi i compagni che si abusano l'un l'altro. Come è noto, il problema che incide più negativamente nell'approfondire il fenomeno, è incentrato nel silenzio, quindi nel non denunciare, e il senso di vergogna che la vittima maschile di abusi sperimenta, a ciò si deve aggiunge l'incertezza, tra gli studiosi, nel dare definizioni univoche di "abuso domestico". John Archer del Department of Psychology dell'University of Central Lancashire nel Regno Unito, commentando un proprio lavoro nel quale riferisce che il 35% delle violenze domestiche negli USA ha per vittime uomini, afferma:
(John Archer,  Sex differences in physically aggressive acts between heterosexual partners: a meta-analytic review.)
Diversi studi sulle attitudini sociali mostrano che la violenza è percepita in maniera più o meno seria a seconda del genere della vittima e dell'autore. Secondo uno studio apparso sulla rivista Aggressive Behavior, la violenza contro le donne aveva circa un terzo di probabilità in più di essere denunciata da terze parti alla polizia indipendentemente dal genere dell'aggressore, sebbene la maggior probabilità di essere denunciata, fosse quella che vedeva una donna come vittima e un uomo come autore. L'uso di stereotipi da parte delle forze dell'ordine è un problema riconosciuto e la studiosa di diritto internazionale Solange Mouthaan sostiene che, in scenari di conflitto, la violenza sessuale ai danni degli uomini sia stata ignorata in favore di una maggiore attenzione su quella contro le donne e i bambini. Una spiegazione per questa differenza sarebbe che la forza fisica che gli uomini possono esercitare sulle donne, rende le persone più propense a condannare questo tipo di violenza. Il concetto di sopravvissuti alla violenza di sesso maschile va contro la percezione sociale del ruolo di genere dell'uomo e porta ad un basso riconoscimento e a poche disposizioni legali. Spesso non c'è un impianto legale per perseguire una donna quando commette violenza nei confronti di un uomo. Alcuni autori contestano il presupposto secondo cui la violenza sulle donne è diversa da quella contro gli uomini, poiché gli stessi motivi giocano un ruolo simile in quasi tutti gli episodi di violenza indipendentemente dal genere: il desiderio di ottenere il controllo o una retribuzione e l'intento di promuovere o difendere l'immagine di sé.

## Diffusione del fenomeno

### Americhe

#### Canada
In Canada è stato rilevato (2007) che il 7% delle donne ed il 6% degli uomini sono stati oggetto di abusi dal partner e che le vittime femminili di violenze domestiche coniugali avevano probabilità di essere ferite in più del doppio dei casi rispetto alle vittime maschili, hanno temuto per la propria vita nel triplo dei casi, nel doppio sono state soggette a stalking o hanno subito più di dieci episodi di violenza.

#### Stati Uniti d'America
Negli Stati Uniti d'America nel 1995 per ogni denuncia di abusi domestici commessi dal proprio compagno/a effettuata da un uomo, ve ne erano sei effettuate da donne: il tasso di denuncia quell'anno è stato sei volte maggiore nelle femmine rispetto ai maschi. Il Centers for Disease Control riportò che nel 2011 2.9 milioni di uomini sono stati vittime di violenze domestiche contro 4.8 milioni di vittime donne. Studi sottolineano come tali dati siano incompleti, poiché gli uomini tendono con più difficoltà a riferire simili casi di abuso: secondo alcuni studi meno dell'1% degli episodi sarebbe denunciato alla polizia. In particolare è stata evidenziata la sopravvalutazione della violenza contro le donne rispetto a quella contro gli uomini per effetto della vittimizzazione maggiore delle prime, non secondaria anche al fatto che, presso il pubblico, è stato portato un maggiore numero di casi di cronaca relativi a violenze contro vittime di genere femminile rispetto a quelle di genere maschile. Straus, in una propria analisi condotta a riguardo degli abusi domestici commessi negli USA, ha affermato che tra il numero di violenze perpetrate contro le donne e quelle contro gli uomini non vi sono differenze statisticamente rilevanti: con riferimento agli abusi minori essi si sono verificati contro donne in 78 casi ogni 1000 coppie, contro uomini in 72 ogni 1000; con riferimento agli abusi maggiori contro donne in 46 casi ogni 1000 coppie, contro uomini in 50 ogni 1000.

### Europa

#### Belgio
Il Belgio combatte gli abusi fra partner, uomini e donne, sin dal 1988, anno in cui un primo studio analizzò la violenza contro le donne. Nel 1998 un secondo studio fu esteso anche agli uomini. Nella valutazione del fenomeno sono coinvolti, in un piano d'azione congiunto, il governo federale, le comunità e le regioni. La coordinazione è affidata sin dall'inizio all'Institut pour l'égalité des femmes et des hommes (IEFH).  L'ultimo studio condotto tra il settembre 2008 e il dicembre 2009, fu pubblicato nel 2010 e coinvolse 2.014 individui di età compresa fra i 18 e i 75 anni. Arruolarono 987 donne e 1.027 uomini, il questionario comprendeva 268 domande che trattavano di abuso emozionale, fisico e sessuale, prima o dopo i 18 anni di età, differenziando anche le aree di presentazione (domestica o pubblica). I dati emersi sono i seguenti:
- Abuso sperimentato dopo i 18 anni: il 55,1% delle donne e il 49,3% degli uomini affermano di non aver avuto alcun tipo di esperienza di abuso dopo i 18 anni, indipendentemente dal contesto e da chiunque sia l'autore. L'abuso verbale è risultato il più frequente (41,5%), seguito da intimidazioni (22%) e colpi o schiaffi (15%). L'abuso sessuale colpisce in particolare le donne (5,6%, contro lo 0,8% degli uomini).[162]
- Abuso sperimentato prima dei 18 anni: l'8,9% delle donne e il 3,2% degli uomini hanno subito abusi sessuali prima dei 18 anni. L'abuso sessuale è raramente commesso dai partner. Solo il 60% delle vittime di sesso maschile, a differenza del 77% delle donne, ne ha parlato con qualcuno.[163]
- Abuso da parte di partner ed ex-partner: il 12,5% degli intervistati ha riferito di aver subito almeno un atto di abuso da parte del loro partner o ex-partner nell'ultimo anno (14,9% delle donne e 10,5% di uomini).[164]

#### Germania
In Germania uno studio condotto su un campione di 266 uomini ha riportato che tre su cinque (il 66.4%) sono stati vittime di violenze nell'infanzia o nell'adolescenza; in base allo studio, durante la vita adulta, specie nella fascia d'età tra i 18 ed i 25 anni in cui gli episodi violenti appaiono essere più ricorrenti, gli uomini subiscono violenza fisica per l'85,8 da altri uomini, per il 14,2% da donne; subiscono invece violenza psicologica soprattutto sul luogo di lavoro e da parte della compagna, autrice di violenze fisiche nel 7,4% dei casi considerati.

#### Italia
Una indagine conoscitiva sulla violenza verso il maschile, criticata da alcuni nel metodo, è stata condotta in Italia, nel 2012 dal docente di medicina legale Pasquale G. Macrì. Il campione comprendeva 1.058 uomini, di età compresa tra i 18 ed i 70 anni, che dovevano rispondere a una intervista telefonica. I dati riportano le proiezioni delle percentuali di violenze che il campione dichiara di avere subito, perpetrate da donne nel corso della vita dei soggetti intervistati.
Per quanto riguarda le molestie sessuali  subite da uomini, il dato viene rilevato per la prima volta dall'ISTAT nell'indagine degli anni 2015-2016, pubblicata nel 2018: in essa si stima che le abbiano subite 3.754.000 uomini nel corso della loro vita, una percentuale pari al 18,8% del totale delle molestie. Gli autori di molestie a danno di uomini sono nell'85,4% dei casi uomini. A differenza della controparte femminile, che subisce molestie sessuali soprattutto sui mezzi di trasporto pubblico, gli uomini risulterebbero molestati più spesso in luoghi come pub o discoteche. La percentuale di molestie è, invece, pressoché uniforme per genere sui social network. L'8.2 % degli uomini ha subito molestie verbali, il 6.8 % è stato pedinato, il 3.6 % ha subito contatto fisico indesiderato. L'ISTAT stima che gli uomini vittime di una forma di molestia sessuale prima dei 18 anni siano 435.000, pari al 2.2 %.

#### Regno Unito
Nel Regno Unito dal 1999 al 2009 i casi di violenza domestica contro gli uomini sono aumentati del 167% rispetto al 40% delle violenze verso le donne ed il numero di violenze denunciate dagli uomini è passato da 2.524 a 6.753, mentre quelle contro le donne sono aumentate da 30.513 a 42.502 nello stesso lasso di tempo; per le violenze di cui è stato fatto oggetto muore in media un uomo ogni tre settimane.
Il sistema sanitario nazionale britannico ha istituito uno specifico centro di supporto per le vittime maschili di violenza domestica.
Nel marzo 2017 una ricerca sui crimini commessi in Inghilterra e Galles ha rilevato come circa il 15 % degli uomini di età compresa tra 16 e 59 anni abbia sofferto di una qualche forma di violenza domestica.

#### Svizzera
Anche in Svizzera, studiando il fenomeno, è stato evidenziato come l'uomo tenda ad essere visto come "autore" della violenza e con difficoltà come "vittima" con conseguenti problemi di credibilità della violenza subita, e come vi sia una scarsa propensione alla denuncia da parte delle vittime maschili, che vivono la violenza subita come "normale" o si vergognano di raccontare la propria debolezza. L'essere vittime di violenza non si concilia con l'immagine di "vero uomo" veicolata dalla società o se ne sentono responsabili, colpevolizzandosi.

## Discriminazioni di genere contro gli uomini

### Discriminazioni lavorative
Il dibattito recente ha portato alla luce anche una forma di discriminazione sul lavoro contro gli uomini, sollecitato in particolare da un libro del filosofo David Benatar, che denuncia come relegati ai soli uomini alcuni lavori fisicamente usuranti o pericolosi. Tali lavori vengono, inoltre, raramente rivendicati dalle donne. Il fenomeno è oggetto di studio e ha determinato denunce per discriminazione e l'interesse di ricercatori e media.

### Discriminazioni nel trattamento giudiziario
Uno dei primi e controversi studi riguardo al presunto differente trattamento di uomini e donne di fronte alla giustizia fu quello di Otto Pollak nel 1950 “The Criminality of Women”.
Le ricerche antecedenti, infatti, avevano sostanzialmente ignorato il tema, cosa che l'autore attribuiva alla diffusa rappresentazione mentale del criminale come maschio.
Secondo alcuni studi, sussiste anche una disparità nel trattamento giudiziario basata sul genere a danno degli uomini. Secondo uno studio dell'Università del Michigan gli uomini ricevono condanne del 63% più severe delle donne e le donne arrestate hanno una probabilità significativamente minore di venire rinviate a giudizio, e due volte maggiori di evitare la galera se condannate.
Un altro studio suggerisce che negli Stati Uniti, in caso di possesso di droga da parte di persona incensurata, un uomo abbia la probabilità di finire in prigione del 34%, mentre una donna solo del 17%. Nel caso di omicidio uno studio pubblicato nel 1984 rilevò che se il condannato è uomo la pena da scontare è mediamente 12 anni più lunga.
Sempre negli Stati Uniti, i dati evidenziano che le donne condannate alla pena capitale costituiscono solo il 2% del numero totale dei condannati a morte: la pena di morte sarebbe perpetrata con sproporzione sessista verso gli uomini, in quanto le donne commetterebbero l'1% degli omicidi totali e il 35% degli omicidi dei partner. L'analisi conclude che tra i motivi di questa discriminazione, vi è una percezione diversa da parte della giuria quando la colpevole è una donna, a parità di reato.
In Bielorussia, Guatemala, Russia, Tagikistan e Zimbabwe, le donne sono risparmiate per legge dalla pena di morte, per loro applicandosi come pena massima l'ergastolo.